# Échay
Échay – miejscowość i gmina we Francji, w regionie Burgundia-Franche-Comté, w departamencie Doubs.
Według danych na rok 1990 gminę zamieszkiwało 76 osób, a gęstość zaludnienia wynosiła 14 osób/km² (wśród 1786 gmin Franche-Comté Échay plasuje się na 667. miejscu pod względem liczby ludności, natomiast pod względem powierzchni na miejscu 771.).